# Ligue des champions de la CAF 2007
Navigation
Édition précédente Édition suivante
La Ligue des champions de la CAF 2007 est la 42e édition de la plus importante compétition africaine de clubs mettant aux prises les meilleures clubs de football du continent africain. Il s'agit également de la 11e édition sous la dénomination Ligue des champions de la CAF. 
La compétition débute le 26 janvier 2007 et elle est remportée par l'Étoile sportive du Sahel le 9 novembre 2007. Ce résultat la qualifie pour la Coupe du monde des clubs 2007 qui se joue au Japon durant le mois de décembre 2007.
Pour la première fois de l'histoire de la compétition, il n'y a qu'un seul représentant de l'Afrique subsaharienne en phase de groupes (ASEC Mimosas), cela pourrait pousser la CAF a augmenté le nombre de clubs participants à la phase des groupes de 8 clubs actuellement à 16 clubs, permettant ainsi à un plus grand nombre de clubs subsahariens d'accéder à cette prestigieuse compétition.

## Calendrier
| Nom                                             | Match aller                          | Match retour                           | Participants |
| ----------------------------------------------- | ------------------------------------ | -------------------------------------- | ------------ |
| Phase qualificative                             |                                      |                                        |              |
| Tour préliminaire                               | 26-28 janvier                        | 9-11 février                           | 56 → 28      |
| Premier tour                                    | 2-4 mars                             | 16-18 mars                             | 28+4 → 16    |
| Deuxième tour                                   | 6-8 avril                            | 20-22 avril                            | 16 → 8       |
| Phase de groupes                                |                                      |                                        |              |
| Journées 1 et 5 Journées 2 et 6 Journées 3 et 4 | 22-24 juin 6-8 juillet 20-22 juillet | 17-18 août 31 août - 1er sep. 3-5 août | 8 → 4        |
| Phase finale                                    |                                      |                                        |              |
| Demi-finales                                    | 23 septembre                         | 6-7 octobre                            | 4 → 2        |
| Finale                                          | 27 octobre                           | 9 novembre                             | 2 → 1        |

## Primes monétaires
Le total des primes monétaires de l'édition 2007 s'élève à 3,55 millions de dollars, qui sont distribués aux clubs comme suit :
| Classement     | Club      | Fédération |
| -------------- | --------- | ---------- |
| Vainqueur      | 950 000 $ | 50 000 $   |
| Finaliste      | 665 000 $ | 35 000 $   |
| Demi-finaliste | 427 500 $ | 22 500 $   |
| 3e du groupe   | 261 250 $ | 13 750 $   |
| 4e du groupe   | 190 000 $ | 10 000 $   |

## Phase qualificative

### Tour préliminaire
Quatre clubs sont exempts de ce tour :  Al Ahly SC,  AS FAR,  ES Sahel,  ASEC Mimosas.
| Équipe 1                   | Résultat | Équipe 2                    | Aller | Retour | Tab   |
| -------------------------- | -------- | --------------------------- | ----- | ------ | ----- |
| Highlanders FC             | 1 - 1    | Pamplemousses SC            | 1 - 0 | 0 - 1  | 9 - 8 |
| Mamelodi Sundowns FC       | 6 - 2    | Royal Leopards FC           | 4 - 2 | 2 - 0  | -     |
| forfait JS Saint-Pierroise | -        | Desportivo Maputo           | -     | -      | -     |
| Zamalek SC                 | 5 - 1    | Vital'O FC                  | 4 - 1 | 1 - 0  | -     |
| Al Hilal                   | 6 - 0    | Polisi SC                   | 4 - 0 | 2 - 0  | -     |
| Asante Kotoko FC           | 1 - 1    | Gambia Ports Authority FC   | 1 - 0 | 0 - 1  | 2 - 4 |
| ASFA Yennenga              | 1 - 3    | Nasarawa United FC          | 1 - 1 | 0 - 2  | -     |
| Fello Star                 | -        | SC Praia forfait            | -     | -      | -     |
| ASC Diaraf                 | 1 - 3    | Maranatha FC                | 1 - 0 | 0 - 3  | -     |
| FC Saint Éloi Lupopo       | 1 - 4    | APR FC                      | 1 - 2 | 0 - 2  | -     |
| USM Alger                  | 3 - 3E   | AS FNIS                     | 3 - 1 | 0 - 2  | -     |
| Al Ittihad                 | 4 - 0    | Mogas 90 FC                 | 3 - 0 | 1 - 0  | -     |
| Canon Yaoundé              | 1 - 2    | Étoile du Congo             | 1 - 0 | 0 - 2  | -     |
| Saint-George SA            | -        | Super ESCOM forfait         | -     | -      | -     |
| Wydad AC                   | 5 - 2    | ASC Mauritel                | 4 - 0 | 1 - 2  | -     |
| Stade malien               | 1 - 4    | AS Douanes                  | 1 - 2 | 0 - 2  | -     |
| Ocean Boys FC              | 0 - 1    | Kallon FC                   | 0 - 0 | 0 - 1  | -     |
| Petro Atlético             | 2 - 1    | Civics FC                   | 1 - 0 | 1 - 1  | -     |
| Young Africans FC          | 5 - 1    | AJS Mutsamudu               | 5 - 1 | -      | -     |
| Likhopo FC                 | 0 - 1    | Zanaco FC                   | 0 - 0 | 0 - 1  | -     |
| ES Tunis                   | 6 - 1    | Renaissance FC              | 4 - 0 | 2 - 1  | -     |
| Renacimiento FC            | 0 - 2    | Ashanti Gold SC             | 0 - 1 | 0 - 1  | -     |
| TP Mazembe                 | 7 - 2    | Police XI                   | 3 - 0 | 4 - 2  | -     |
| AS Adema                   | 3 - 0    | Anse Réunion FC             | 0 - 0 | 3 - 0  | -     |
| JS Kabylie                 | 5 - 2    | CF Os Balantas              | 3 - 1 | 2 - 1  | -     |
| Primeiro de Agosto         | 1 - 2    | AS Mangasport               | 0 - 1 | 1 - 1  | -     |
| Coton Sport FC             | 3 - 0    | Uganda Revenue Authority SC | 3 - 0 | 0 - 0  | -     |
| Séwé Sports                | 4 - 2    | Mighty Barrolle             | 3 - 1 | 0 - 1  | -     |

### Premier tour
| Équipe 1           | Résultat | Équipe 2                  | Aller | Retour | Tab   |
| ------------------ | -------- | ------------------------- | ----- | ------ | ----- |
| Highlanders FC     | 0 - 2    | Al Ahly SC                | 0 - 0 | 0 - 2  | -     |
| Desportivo Maputo  | 1 - 3    | Mamelodi Sundowns FC      | 1 - 1 | 0 - 2  | -     |
| Al Hilal           | 4 - 2    | Zamalek SC                | 2 - 0 | 2 - 2  | -     |
| Nasarawa United FC | 4 - 2    | Gambia Ports Authority FC | 3 - 0 | 1 - 2  | -     |
| Fello Star         | 1 - 5    | ES Sahel                  | 0 - 1 | 1 - 4  | -     |
| APR FC             | -        | Maranatha FC              | 2 - 0 | 0 - 2  | -     |
| Al Ittihad         | 5 - 1    | AS FNIS                   | 4 - 1 | 1 - 0  | -     |
| Saint-George SA    | 1 - 2    | Étoile du Congo           | 1 - 0 | 0 - 2  | -     |
| Stade malien       | 1 - 3    | Wydad AC                  | 0 - 0 | 1 - 3  | -     |
| Kallon FC          | 1 - 3    | ASEC Mimosas              | 0 - 1 | 1 - 2  | -     |
| Young Africans FC  | 3 - 2    | Petro Atlético            | 3 - 0 | 0 - 2  | -     |
| ES Tunis           | 6 - 1    | Zanaco FC                 | 2 - 0 | 4 - 1  | -     |
| Ashanti Gold SC    | 2 - 2    | AS FAR                    | 2 - 0 | 0 - 2  | 6 - 7 |
| AS Adema           | 3 - 6    | TP Mazembe                | 2 - 2 | 1 - 4  | -     |
| AS Mangasport      | 3 - 4    | JS Kabylie                | 3 - 1 | 0 - 3  | -     |
| Séwé Sports        | 1 - 4    | Coton Sport FC            | 1 - 0 | 0 - 4  | -     |

### Deuxième tour
| Équipe 1             | Résultat | Équipe 2          | Aller | Retour | Tab   |
| -------------------- | -------- | ----------------- | ----- | ------ | ----- |
| Mamelodi Sundowns FC | 2 - 4    | Al Ahly SC        | 2 - 2 | 0 - 2  | -     |
| Nasarawa United FC   | 3 - 3    | Al Hilal          | 3 - 0 | 0 - 3  | 2 - 3 |
| Maranatha FC         | 0 - 3    | ES Sahel          | 0 - 0 | 0 - 3  | -     |
| Étoile du Congo      | 3 - 3E   | Al Ittihad        | 3 - 1 | 0 - 2  | -     |
| ASEC Mimosas         | 2 - 0    | Wydad AC          | 2 - 0 | 0 - 0  | -     |
| ES Tunis             | 3 - 0    | Young Africans FC | 3 - 0 | 0 - 0  | -     |
| TP Mazembe           | 1 - 2    | AS FAR            | 1 - 0 | 0 - 2  | -     |
| Coton Sport FC       | 1 - 2    | JS Kabylie        | 1 - 0 | 0 - 2  | -     |

## Phase de groupes

### Groupe A
| Rang | Équipe     | Pts | J | G | N | P | Bp | Bc | Diff |  | Résultats (▼ dom., ► ext.) |     |     |     |     |
| ---- | ---------- | --- | - | - | - | - | -- | -- | ---- |  | -------------------------- | --- | --- | --- | --- |
| 1    | ES Sahel   | 11  | 6 | 3 | 2 | 1 | 6  | 2  | +4   |  | ES Sahel                   |     | 0-0 | 3-0 | 0-0 |
| 2    | Al Ittihad | 10  | 6 | 3 | 1 | 2 | 6  | 4  | +2   |  | Al Ittihad                 | 2-0 |     | 1-0 | 2-0 |
| 3    | JS Kabylie | 7   | 6 | 2 | 1 | 3 | 6  | 8  | -2   |  | JS Kabylie                 | 0-2 | 3-1 |     | 2-0 |
| 4    | AS FAR     | 5   | 6 | 1 | 2 | 3 | 2  | 6  | -4   |  | AS FAR                     | 0-1 | 1-0 | 1-1 |     |

### Groupe B
| Rang | Équipe       | Pts | J | G | N | P | Bp | Bc | Diff |  | Résultats (▼ dom., ► ext.) |     |     |     |     |
| ---- | ------------ | --- | - | - | - | - | -- | -- | ---- |  | -------------------------- | --- | --- | --- | --- |
| 1    | Al Ahly SC   | 12  | 6 | 4 | 0 | 2 | 8  | 5  | +3   |  | Al Ahly SC                 |     | 2-0 | 2-0 | 3-0 |
| 2    | Al Hilal     | 10  | 6 | 3 | 1 | 2 | 8  | 4  | +4   |  | Al Hilal                   | 3-0 |     | 2-1 | 2-0 |
| 3    | ASEC Mimosas | 7   | 6 | 2 | 1 | 3 | 4  | 5  | -1   |  | ASEC Mimosas               | 0-1 | 1-0 |     | 2-0 |
| 4    | ES Tunis     | 5   | 6 | 1 | 2 | 3 | 2  | 8  | -6   |  | ES Tunis                   | 1-0 | 1-1 | 0-0 |     |

## Phase finale

### Demi-finales
| Équipe 1   | Résultat | Équipe 2   | Aller | Retour |
| ---------- | -------- | ---------- | ----- | ------ |
| Al Hilal   | 3 - 4    | ES Sahel   | 2 - 1 | 1 - 3  |
| Al Ittihad | 0 - 1    | Al Ahly SC | 0 - 0 | 0 - 1  |

### Finale
Vainqueur de la Coupe des coupes en 2003 et de la Coupe de la confédération en 2006, l'Étoile du Sahel a disputé sa troisième finale de C1 en quatre ans. En face les égyptiens d'Al Ahly sont les tenants du titre en 2005 et 2006. Autant dire que les égyptiens partaient favoris face à une équipe qu'ils ont dominé en 2005.

Le match aller à Sousse est très serré entre deux formations qui se craignent. Le score en est le résultat logique bien que l'Étoile ait dominé son adversaire et se soit procurée plus d'occasions.

Au match retour au Caire, Al Ahly prend les choses en main en pressant les étoilés. Ces derniers devant tout donner dans cet ultime combat jouent un jeu rapide et efficace qui leur permet d'ouvrir la marque par l'intermédiaire de Afouène Gharbi à la 46e minute de jeu. La formation ahlaouie presse en seconde période et revient à la marque par Emed El Nahhas après 5 minutes. Le tournant du match survient à la 60e minute, El Nahhas est expulsé après une faute sur Amine Chermiti en position de dernier défenseur. Le même Chermiti marque dans les arrêts de jeu. Moussa Narry aggrave le score en inscrivant le troisième but avant le coup de sifflet final.
| Aller           | ES Sahel   | 0 - 0   | Al Ahly SC | Stade olympique, Sousse  |                          |
| 27 octobre 2007 |            |         |            | Arbitrage : Evehe Divine | Arbitrage : Evehe Divine |
| 27 octobre 2007 | Meriah 79e | Rapport |            | Arbitrage : Evehe Divine | Arbitrage : Evehe Divine |

| Retour          | Al Ahly SC    | 1 - 3   | ES Sahel                                  | Stade international, Le Caire    |                                  |
| 9 novembre 2007 | El Nahhas 48e |         | 44e Gharbi · 90+3e Chermiti · 90+5e Narry | Arbitrage : Abderrahim El Arjoun | Arbitrage : Abderrahim El Arjoun |
| 9 novembre 2007 | El Nahhas 61e | Rapport |                                           | Arbitrage : Abderrahim El Arjoun | Arbitrage : Abderrahim El Arjoun |

## Vainqueur
| Ligue des champions de la CAF Vainqueur 2007 |
| -------------------------------------------- |
| ES Sahel Premier titre                       |

## Meilleurs buteurs
| Rang | Joueur            | Club       | Buts |
| ---- | ----------------- | ---------- | ---- |
| 1    | Trésor Mputu      | TP Mazembe | 9    |
| 2    | Amine Chermiti    | ES Sahel   | 8    |
| 2    | Ndubuisi Eze      | Al Hilal   | 8    |
| 4    | Cheick Oumar Dabo | JS Kabylie | 7    |
| 4    | Salem Rewani      | Al Ittihad | 7    |
| 6    | Amine Ltifi       | ES Tunis   | 6    |
| 7    | Kelechi Osunwa    | Al Hilal   | 5    |
| 7    | Flávio Amado      | Al Ahly SC | 5    |
| 7    | Younes Al Shibani | Al Ittihad | 5    |